# Ralph Boteler (1er baron Sudeley)
Ralph Boteler, 1er baron Sudeley (c.1394 - 2 mai 1473) est un baron et aristocrate anglais qui gravit les échelons des cours du roi Henri V et d'Henri VI pour devenir Lord Grand Trésorier d'Angleterre. Il combat pendant la guerre de Cent Ans et est nommé capitaine de Calais. Il est plus tard présent à l'exécution de Jeanne d'Arc. On se souvient notamment de lui pour avoir en grande partie reconstruit le manoir du More, qui est plus tard la résidence de la reine Catherine d'Aragon, et le château de Sudeley, la dernière demeure et lieu de repos de la reine Catherine Parr.

## Famille
Ralph Boteler est le plus jeune fils survivant de Thomas Boteler du château de Sudeley, Gloucestershire et d'Alice Beauchamp (décédée en 1443), fille de John Beauchamp de Powick, Worcestershire.
Sudeley se marie deux fois. Vers 1418, il épouse une riche héritière, Elizabeth, veuve de John Hende (décédée en 1418), défunt maire de Londres. Elle meurt en 1462 et l'année suivante, il épouse Alice (décédée en 1474), fille de John, 4e baron Deyncourt, et veuve de William, 7e baron Lovel de Titchmarsh, Northamptonshire, qui lui survit.

## Lord Sudeley
L'élévation des Boteler à l'aristocratie vient du mariage du grand-père de Ralph, William le Boteler de Wem, avec l'héritière Joan de Sudeley, qui conduit ensuite le père de Ralph à accéder au titre de seigneur de Sudeley. La baronnie de Sudeley est conférée à son père par lettres patentes. Le titre passe ensuite aux frères aînés de Ralph, John, décédé célibataire et sans enfant en 1410, et William, décédé également sans enfant sept ans plus tard, bien qu'il soit marié. La veuve de Guillaume, Alice, est plus tard nommée gouvernante du roi Henri VI d'Angleterre en 1424.
On pense que Ralph Boteler a servi avec Henri V d'Angleterre en France, car il y reçoit des concessions de terres entre 1420 et 1421. Il est capitaine d'Arques et du Crotoy en 1423, et est appelé à Calais en 1425.
Lorsque Ralph est créé baron Sudeley par le roi Henri VI, il hérite du château de Sudeley, qu'il reconstruit en 1442, en utilisant ce qu'il a gagné en combattant pendant la guerre de Cent Ans. Malheureusement, il ne parvient pas à obtenir la permission royale de le créneler et doit demander pardon au roi Henri. Il finit par le perdre plus tard en 1469, lorsque le roi Édouard IV d'Angleterre lui confisque le château, en raison de son soutien à la cause lancastrienne. De 1443 à 1446, Ralph est Lord Grand Trésorier d'Angleterre, pendant la Grande Famine des lingots et la Grande Crise en Angleterre.

## Descendance
Les Botelers héritent de la baronnie de Sudeley après la mort de John de Sudeley, 3e Lord Sudeley, en 1367, décédé en Espagne alors qu'il combat pour le prince noir, Édouard de Woodstock. Sudeley ne laisse aucun héritier mâle survivant de l'un ou l'autre mariage, car son fils Thomas est décédé avant lui, également sans héritier mâle. La veuve de Thomas, Eleanor, est Éléonore Talbot (connue sous le nom de Sainte Prostituée), dont le prétendu précontrat de mariage avec Édouard IV d'Angleterre aurait invalidé le mariage d'Édouard avec Elizabeth Woodville et ainsi légitimé l'usurpation de Richard III d'Angleterre. Les Sodrés, déformation portugaise de « Sudley », sont une famille portugaise bien connectée d'origine anglaise, qui descendrait de Frederick Sudley, du Gloucestershire, qui accompagna le comte de Cambridge au Portugal en 1381 pour se battre pour la maison d'Aviz contre la Castille entre 1381-1382 et s'y installe ensuite. La petite-fille de Sudley, Isabel Sodre, est la mère de Vasco da Gama et dont les oncles, Bras et Vincente Sodre, ont voyagé avec da Gama à Goa. De plus, les Sodre descendent également de Jean de Sudley qui se rend au Portugal en 1386 avec la reine Philippe de Lancastre dans sa suite, son secrétaire.